# Saúde pública

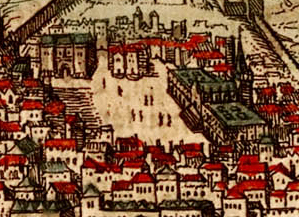
Representação do século XVI do Real Hospital de Todos os Santos, em Lisboa, Portugal.

Saúde pública na concepção mais tradicional, é a aplicação de conhecimentos (médicos ou não), com o objetivo de organizar sistemas e serviços de saúde, atuar em fatores condicionantes e determinantes do processo saúde-doença controlando a incidência de doenças nas populações através de ações de vigilância e intervenções governamentais. Por outro lado como destaca Rosen a aplicação efetiva de tais princípios depende de elementos não médicos principalmente de fatores econômicos e sociais.
Pode-se dizer que a saúde política e económica centra sua ação a partir da ótica do Estado com os interesses que ele representa nas distintas formas de organização social e política das populações, segundo o médico e político Rudolf Virchow (1821-1902), a política é “uma medicina em escala maior”. Contudo alguns autores propõem que a "saúde pública" não deve ser confundida com o conceito mais amplo de saúde coletiva.

## Evolução do conceito
Uma das mais citadas definições de Saúde Pública foi apresentada pelo americano Charles-Edward Amory Winslow (1877–1957) fundador do Departamento de Saúde Pública da Universidade de Yale, em 1920:
"A arte e a ciência de prevenir a doença, prolongar a vida, promover a saúde e a eficiência física e mental mediante o esforço organizado da comunidade. Abrangendo o saneamento do meio, o controle das infecções, a educação dos indivíduos nos princípios de higiene pessoal, a organização de serviços médicos e de enfermagem para o diagnóstico precoce e pronto tratamento das doenças e o desenvolvimento de uma estrutura social que assegure a cada indivíduo na sociedade um padrão de vida adequado à manutenção da saúde".
A persistência do uso dessa definição é reforçada pela ampla difusão da definição de saúde da Organização Mundial de Saúde - organização internacional que propôs a realização das Conferências Mundiais de Saúde com integração de todos os países na persistente busca do completo bem-estar físico, psíquico e social e não penas na ausência de doenças.

### Uma sucessão de conceitos e práticas
Segundo o brasileiro Jairnilsom Paimː
"A Saúde Coletiva, latino-americana foi composta a partir da crítica à Medicina Preventiva, à Medicina Comunitária, à Medicina da Família, desenvolveu-se a partir da Medicina Social do Século XIX e pela saúde pública institucionalizada nos serviços de saúde e academia. Envolve um conjunto de práticas técnicas, ideológicas, políticas e econômicas desenvolvidas no âmbito acadêmico, nas organizações de saúde e em instituições de pesquisa vinculadas a diferentes correntes de pensamento resultantes de projetos de reforma em saúde."
Ainda de acordo com ele, ao longo da história da medicina cosmopolita, o campo social da saúde tem sido atravessado por um conjunto de movimentos ideológicos como a Polícia Médica; Higiene; Saúde Pública; Medicina Social; Medicina Preventiva; Saúde Comunitária; Saúde Coletiva; Medicina Familiar entre outros. Tais movimentos constituem-se como lutas teórico-paradigmáticas, políticas e ideológicas com repercussões enquanto campo do saber e de práticas.

### Medicina Social
"Identificam-se três etapas para consolidação da medicina social, inclusive como disciplina do curso de formação médica: a Polícia Médica, especialmente desenvolvida na Alemanha no início do século XVIII a fim de prover o Estado sobre os índices de saúde da população alemã, a Medicina das Cidades ou Medicina Urbana, que tem como objetivo controlar os fatores nocivos à saúde da população urbana que estavam associados às grandes epidemias, evidenciada na França, e, por fim, a Medicina da Força de Trabalho, consolidada no sanitarismo inglês, que objetiva manter a sua força trabalhadora plenamente apta."
Observe-se porém que as preocupações com o isolamento de doentes e assistência aos pobres confunde-se com os princípios da caridade e assistencialismo pregado pelos cristãos e muçulmanos, a exemplo: das discussões sobre a remuneração dos serviços médicos associada à realização de curas de Cosme e Damião os santos "anárgiros", ou seja, “aqueles que não são comprados por dinheiro" (no que hoje é a Síria, por volta do ano 300); a assistência médica prestada aos escravos e soldados romanos (valetudinário); ou ao nascimento das Santas Casas de Misericórdia em Portugal (1000) e hospitais religiosos.

### Saúde Coletiva
O objetivo da investigação e das práticas da Saúde Coletiva são as seguintes dimensões:
1. o estado de saúde da população ou condições de saúde de grupos populacionais específicos e tendências gerais do ponto de vista epidemiológico, demográfico, sócio-econômico e cultural;
2. os serviços de saúde, enquanto instituições de diferentes níveis de complexidade (do posto de saúde ao hospital especializado), abrangendo o estudo do processo de trabalho em saúde, a formulação e implementação de políticas de saúde, bem como a avaliação de planos, programas e tecnologias utilizada na atenção à saúde;
3. o saber sobre a saúde, incluindo investigações históricas, sociológicas, antropológicas e epistemológicas sobre a produção de conhecimentos nesse campo e sobre as relações entre o saber "científico" e as concepções e práticas populares de saúde, influenciadas pelas tradições, crenças e cultura de modo geral.

Alguns autores enfatizam a organização e participação social e implementação de políticas de saúde como forma de intervenção e resolução dos problemas de saúde de uma comunidade.

## Saúde pública no mundo

### Brasil
O estudo da Saúde Pública no Brasil necessariamente passa por uma série de nomes e instituições como Oswaldo Cruz, Carlos Chagas, o Instituto Manguinhos ou Vital Brazil, o Instituto Butantã, Adolfo Lutz e o instituto que leva o seu nome. Instituições que se mantêm até hoje como ilhas de competência do poder público na construção de um sistema de saúde de natureza pública e equitativo, no Brasil, o SUS - Sistema Único de Saúde, capaz de dar conta das ações de saúde tanto no âmbito da atenção primária e da promoção da saúde como nas ações curativas e necessárias à reabilitação (níveis secundário e terciário da atenção em saúde).
No início, "não havia nada" considerando-se o que poderia ter sido feito. A saúde no Brasil praticamente inexistiu nos tempos de colônia. O modelo exploratório nem pensava nessas coisas. O pajé, com suas ervas e cantos, a medicina dos jesuítas e os boticários, que viajavam pelo Brasil Colônia, eram as únicas formas de assistência à saúde. Para se ter uma ideia, em 1789, havia no Rio de Janeiro apenas quatro médicos.
Além das enfermarias de cuidados dos jesuítas as únicas instituições que podemos destacar no vazio assistencial desse período é a criação das Santas Casas de Misericórdia. É controversa a data de criação da primeira Santa Casa no Brasil, para alguns autores teria sido a do porto de Santos fundada por Brás Cubas (1507-1592) em 1543 para outros teria sido a da Bahia ou de Olinda.
Entre as descrições das patologias e medicamentos utilizados no Brasil Colônia destaca-se as contribuições do médico naturalista Guilherme Piso (1611-1678), que participou, como médico, de uma expedição nos anos 1637 - 1644 para o Brasil, com patrocínio do conde Maurício de Nassau (1604-1679) que administrou a conquista holandesa do nordeste do país entre 1637 e 1644. Observe-se a continuidade da catalogação de espécies de uso medicinal, já iniciada pelos jesuítas e outros viajantes, comparando o uso das espécies nativas às já conhecidas na farmacopeia europeia.
Com a chegada da família real portuguesa, em 1808, as necessidades da corte forçaram a criação das duas primeiras escolas de medicina do país: o Colégio Médico-Cirúrgico no Real Hospital Militar da Cidade de Salvador e a Escola de Cirurgia do Rio de Janeiro. E foram essas as únicas medidas governamentais até a República.
Foi no primeiro governo de Rodrigues Alves (1902-1906) que houve a primeira medida sanitarista no país. O Rio de Janeiro não tinha nenhum saneamento básico e, assim, várias doenças graves como varíola, malária, febre amarela e até a peste bubônica espalhavam-se facilmente. O presidente então nomeou o médico Oswaldo Cruz para dar um jeito no problema. Numa ação policialesca, o sanitarista convocou 1 500 pessoas para ações que invadiam as casas, queimavam roupas e colchões. Sem nenhum tipo de ação educativa, a população foi ficando cada vez mais indignada. E o auge do conflito foi a instituição de uma vacinação anti-varíola. A população saiu às ruas e iniciou a Revolta da Vacina. Oswaldo Cruz acabou afastado.

## Leituras adicionais
- ROSEN, George. Uma história da Saúde Pública. Editora UNESP, 2ª edição, São Paulo, 1994.
- GONÇALVES FERREIRA F. A. Moderna Saúde Pública. Pt: Calouste Gulbenkian, 1967